# 幡崎鼎
幡崎 鼎（はたざき かなえ、1807年（文化4年）- 1842年8月7日（天保13年7月2日））は、江戸時代後期の蘭学者。名は初めは藤市、後に藤平。

## 経歴・人物
長崎に生まれ、幼年期に同地の出島に所在するオランダ商館の傭人として部屋付として活動する。その後は同館にてオランダ語を習得し、当時同館のカピタンだったヨハン・ウィレム・デ・スチューレルと共に江戸に入った。1828年（文政11年）に発生した当時出島に滞在していたフィリップ・フランツ・フォン・シーボルトが起こしたシーボルト事件に連座したことにより、町預処分を受けたが翌々年の1830年（天保元年）に逃亡し「幡崎鼎」と名乗って大坂にて蘭学塾を開く。
その後は再度江戸に入り同地で同じく蘭学塾を開き、1833年（天保4年）には水戸藩に仕えた同じ蘭学者であった青地林宗が死去したことに伴い、同藩に招聘され『海上砲術全書』の翻訳に携わった。またこのころに高野長英や小関三英、渡辺崋山らが所属した「尚歯会」に加入し長英や三英らと共に、崋山の蘭学研究の補助や江川英龍に新情報の提供にも携わっている。1836年（天保7年）には水戸藩の命により長崎に戻り、オランダ兵書の購求を行うがその際に逃亡したことが発覚し長崎奉行所により捕縛された。その後は江戸に送還され、1838年（天保9年）には軽追放を受けたことにより伊勢の菰野藩に預かり処分を受けそのまま病死した。